# صفحه نمایش انعطاف‌پذیر

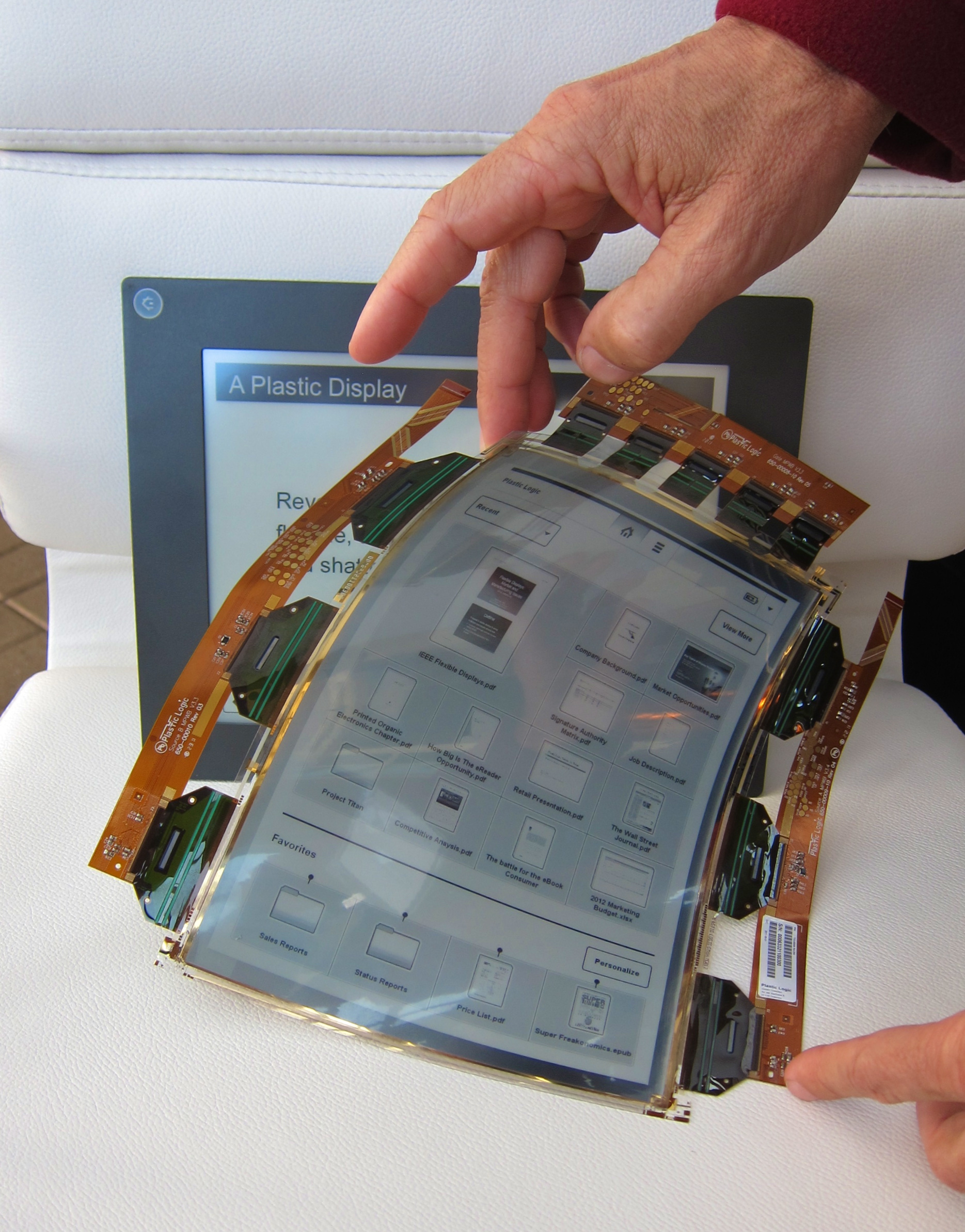
نمونه‌ای از یک صفحه نمایش انعطاف‌پذیر که با استدلال اینکه جنسی پلاستیکی دارد،ساخته شده است

نمایشگر انعطاف‌پذیر یا نمایشگر چرخشی یک نمایشگر بصری الکترونیکی است که برخلاف نمایشگرهای صفحه تخت قدیمی که در اکثر دستگاه‌های الکترونیکی استفاده می‌شود، ماهیت انعطاف‌پذیری دارد.  در سال‌های اخیر علاقه گسترده‌ای از سوی بسیاری از تولیدکنندگان لوازم الکترونیکی مصرفی برای استفاده از این فناوری نمایشگر در کتابخوان‌های الکترونیکی ، تلفن‌های همراه و سایر لوازم الکترونیکی مصرفی وجود داشته است. چنین صفحه‌هایی را می‌توان به سمت بالا یا پایین بسته و باز کرد بدون اینکه تصویر یا متن تغییر کند.  فن‌آوری‌های مورد استفاده در ساخت یک نمایشگر قابل چرخش عبارتند از جوهر الکترونیکی ، کاغذ الکترونیک ، ال سی دی ارگانیک و دیود نورگسیل ارگانیک (OLED) .
نمایشگرهای کاغذ الکترونیکی که می‌توان آنها را روی هم گذاشت توسط جوهرهای الکترونیک توسعه یافته است. در نمایشگاه بین‌المللی CES 2006 ، فیلیپس یک نمونه اولیه نمایشگر قابل چرخش را با صفحه نمایشی که قادر به حفظ تصویر برای چندین ماه بدون برق بود، به نمایش گذاشت. در سال 2007، فیلیپس یک صفحه نمایش 5 اینچی 320x240 پیکسل را با قابلیت چرخش بر اساس فناوری الکتروفورز کاغذ الکترونیک روانه بازار کرد . برخی از نمایشگرهای لامپ دوقطبی تابش نور انعطاف‌پذی، نشان داده شده‌اند. اولین راه تجاری فروش نمایشگر انعطاف‌پذیر یک ساعت مچی کاغذی الکترونیک بود. نمایشگر قابل چرخش بخش مهمی از توسعه رایانه تاشو است.

## برنامه‌های کاربردی

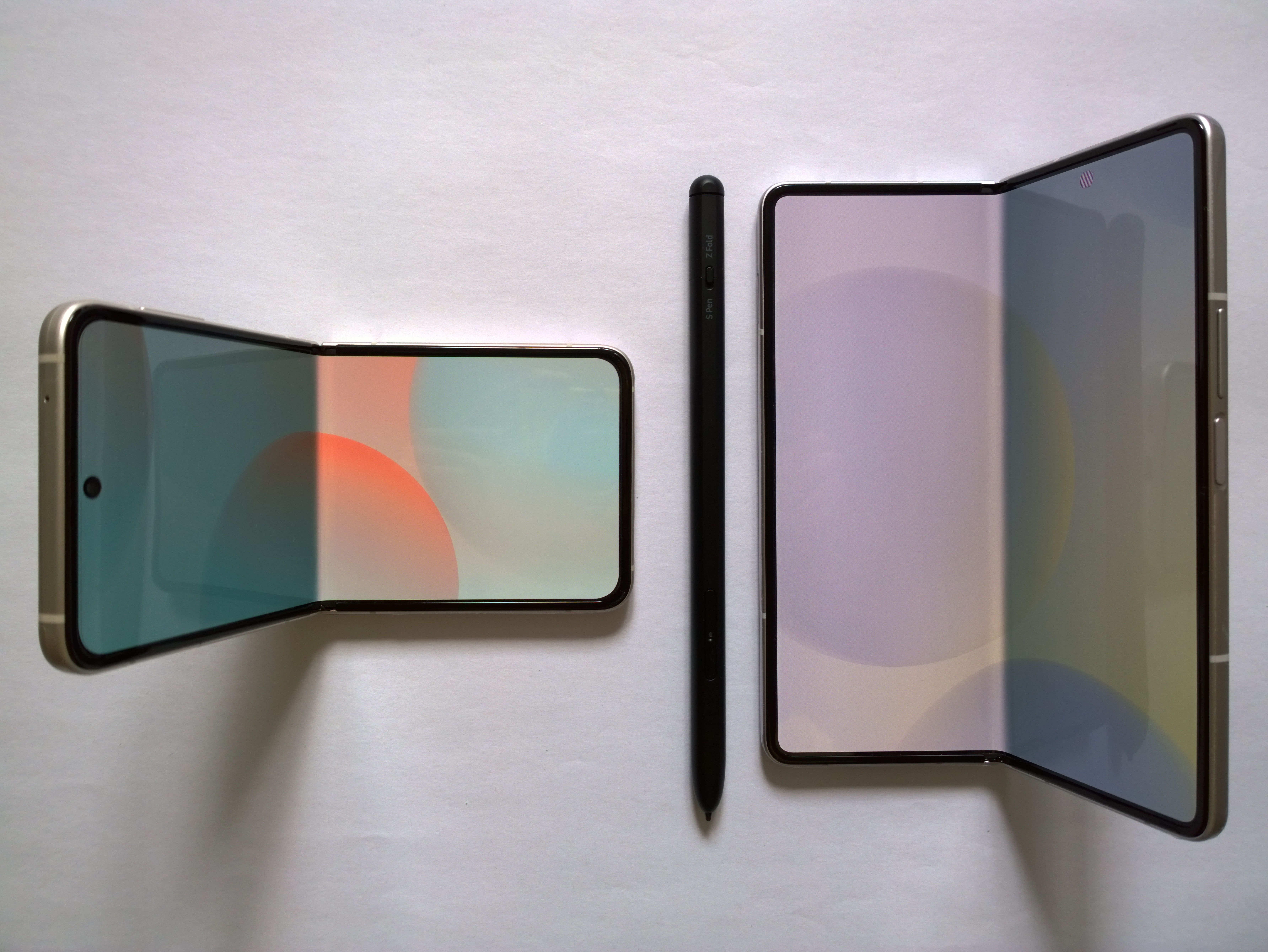
نمایشگرهای OLED انعطاف‌پذیر در گوشی های هوشمند تاشو

با توجه به اینکه نمایشگر صفحه تخت بیش از 40 سال است که بطور فزاینده‌ای مورد استفاده قرار می‌گیرد، تغییرات دلخواه فراوانی در فناوری صفحه‌نمایش ایجاد شده‌است که بر توسعه محصولی سبک‌تر و نازک‌تر متمرکز شده اند و حمل و نگهداری آنها آسان‌تر می‌باشد. از طریق توسعه نمایشگرهای تاشونده در سال‌های گذشته، دانشمندان و مهندسان پذیرفته‌اند که فناوری نمایشگر صفحه تخت انعطاف‌پذیر پتانسیل زیادی در اقتصاد بازار آینده دارد. 
نمایشگرهای چرخان را می‌توان در بسیاری از مکان‌ها استفاده کرد:
- دستگاه‌های موبایل .
- لپ‌تاپ‌ها و دستیار دیجیتال شخصی .
- یک صفحه نمایش دائمی که به صورت ایمن در اطراف مچ قرار می‌گیرد.
- ماسک کودک برای هالووین و استفاده موارد دیگر. [۳]
- یک صفحه نمایشگر عجیب و غریب که در فرمان اتومبیل یا خودرو قرار داده شده است. [۳]

## تاریخ

### نمایشگرهای الکترونیکی انعطاف‌پذیر مبتنی بر کاغذ

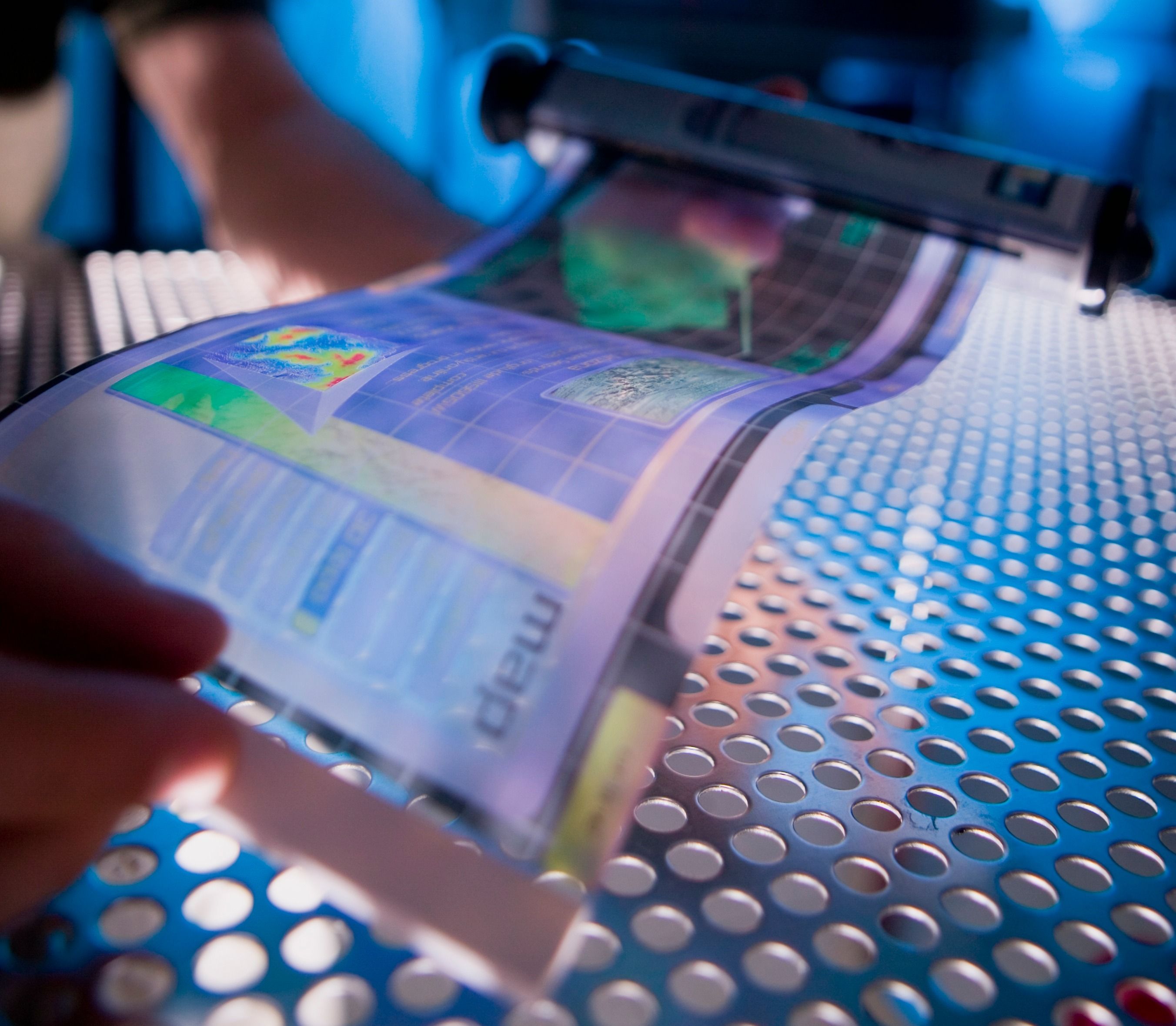
یک صفحه نمایش انعطاف‌پذیر

نمایشگرهای مبتنی بر کاغذ الکترونیکی انعطاف پذیر ( e-paper ) اولین نمایشگرهای انعطاف‌پذیری بودند که تصویرسازی شدند و نمونه اولیه شدند. در حالی که ایده این نوع نمایشگر جدید نیست و در گذشته توسط چندین شرکت قصد داشتند، اما به تازگی تولید انبوه این فناوری برای پیاده سازی در دستگاه‌های الکترونیکی مصرفی آغاز شده است.

#### زیراکس PARC
مفهوم توسعه نمایشگر انعطاف‌پذیر اولین بار توسط زیراکس PARC (شرکت تحقیقاتی پالو آلتو ) مورد توجه واقع شد. در سال 1974، نیکولز شریدون، یک کارمند PARC، نفوذ عمده‌ای در فناوری نمایشگر انعطاف‌پذیر ایجاد کرد و اولین صفحه نمایش کاغذ الکترونیکی انعطاف‌پذیر را تولید کرد. این فناوری نمایشگر جدید که کاغذ الکترونیککاغذ الکترونیک نام دارد برای تقلید از مشخصات کاغذ طراحی شده است، اما با ظرفیت نمایش تصاویر دیجیتال پویا همراه شده است. شریدون ظهور دفاتر بدون کاغذ را تصور می‌کرد و به دنبال کاربردهای تجاری برای کاغذ الکترونیک بود.  در سال 2003 کاغذ الکترونیک LLC به عنوان یک شرکت تابع مستقیم زیراکس برای تجاری‌سازی فناوری کاغذ الکترونیکی توسعه یافته در زیراکس PARC تشکیل شد.  عملیات کاغذ الکترونیک LLC کوتاه‌مدت بود و زیراکس در دسامبر 2005 شرکت زیرمجموعه خود را در اقدامی برای تمرکز بر صدور مجوز فناوری تعطیل کرد. 

#### HP و ASU
در سال 2005، دانشگاه ایالتی آریزونا (ASU) تأسیساتی به مساحت 250000 فوت مربع را بازگشایی کرد که به تحقیقات نمایشگرهای انعطاف‌پذیر به نام مرکز نمایشگر انعطاف‌پذیر (FDC) نام گرفت. دانشگاه ایالتی آریزونا 43.7 میلیون دلار از آزمایشگاه تحقیقاتی ارتش امریکا (ARL) برای توسعه این مرکز تحقیقاتی در فوریه 2004 دریافت کرد.  یک دستگاه نمونه اولیه برنامه‌ریزی شده برای نمایش محصول عمومی در اواخر همان سال در نظر گرفته شد.  با این حال، پروژه با یک سری تاخیرات زمانی مواجه شد. در دسامبر 2008، دانشگاه ایالتی آریزونا با همکاری هیولت پاکارد نمونه اولیه کاغذ الکترونیکی انعطاف‌پذیر را از مرکز نمایشگر انعطاف‌پذیر درون دانشگاه به نمایش گذاشت.  اچ‌پی به تحقیقات خود ادامه داد و در سال 2010، صفحه نمایشی با کیفیت بالا را به نمایش گذاشت.  با این حال، به دلیل محدودیت‌های فناوری، اچ‌پی اظهار داشت: «[شرکت ما] عملاً نمی‌بیند که این پنل‌ها در نمایشگرهای واقعاً انعطاف‌پذیر یا تاشونده استفاده شوند، بلکه در نظر دارد که از آن‌ها صرفاً برای نازک‌تر کردن و سبک‌تر کردن نمایشگرها استفاده شود». 
بین سال‌های 2004 تا 2008، ASU اولین نمایشگرهای انعطاف‌پذیر در اندازه کوچک توسعه داد.  بین سال‌های 2008 تا 2012، ARL قرار شد که از مرکز نمایشگر انعطاف‌پذیر ASU حمایت مالی کند، که شامل 50 میلیون دلار اضافی برای تامین تحقیقات بود.  اگرچه نیروی زمینی ایالات متحده امریکا بودجه توسعه نمایشگر انعطاف‌پذیر ASU را تامین می‌کند، اما تمرکز مرکز بر برنامه‌های تجاری است. 

#### براساس و استدلال اینکه جنس پلاستیکی دارد
پلاستیک لوجیک شرکتی  است که بر اساس فناوری اختصاصی ترانزیستور لایه نازک آلی ( OTFT ) نمایشگرهای انعطاف‌پذیر پلاستیکی تک رنگ در اندازه‌های مختلف ساخته و تولید می‌کند. آنها همچنین توانایی خود را در تولید نمایشگرهای رنگی با این فناوری نشان داده‌اند، اما در حال حاضر قادر به تولید آنها در اندازه زیاد نیستند.    نمایشگرها در کارخانه هدفمند این شرکت در درسدن ، آلمان تولید می‌شوند، که اولین کارخانه در نوع خود بود که به تولید حجم بالای لوازم الکترونیکی ارگانیک اختصاص داشت.  این نمایشگرهای منعطف به عنوان "نشکن" نامیده می‌شوند، زیرا تماما از پلاستیک ساخته شده‌اند و حاوی شیشه نیستند. همچنین نسبت به نمایشگرهای شیشه‌ای سبک‌تر و نازک‌تر و کم‌مصرف هستند. کاربردهای این فناوری نمایشگر انعطاف‌پذیر شامل سیگنال،   ساعت‌های مچی و دستگاه‌های پوشیدنی  و همچنین خودرو و دستگاه‌های تلفن همراه است. 

#### رابط‌های کاربری ارگانیک و آزمایشگاه رسانه‌های انسانی
در سال 2004، تیمی به رهبری پروفسور رول ورتگال در آزمایشگاه رسانه‌های انسانی دانشگاه کویینز در کانادا صفحه پنجره‌ای به صورت دیجیتال را توسعه دادند،  اولین نمونه اولیه کامپیوتر کاغذی قابل خم شدن و اولین رابط کاربری ارگانیک ساخته شد. از آنجایی که در آن زمان نمایشگرهای تمام رنگی به اندازه یک صفحه کاغذ در ایالات آمریکا موجود نبود، صفحه پنجره‌ای به صورت دیجیتال شکلی از نگاشت طرح‌نمایانه فعال پنجره‌های رایانه را بر روی اسناد کاغذی واقعی که با هم به عنوان یک رایانه از طریق ردیابی سه‌بعدی کار می‌کردند، به کار برد. پروفسور ورتگال در یک سخنرانی برای تیم‌های کاغذ الکترونیککاغذ الکترونیک و تعامل انسان و کامپیوتر در زیراکس پارک در 4 مه 2007، اصطلاح رابط کاربری ارگانیک (OUI) را به‌عنوان وسیله‌ای برای توصیف پیامدهای فن‌آوری‌های نمایشگر غیرمسطح بر رابط‌های کاربری معرفی کرد. در آینده: رایانه‌های کاغذی، عوامل شکل‌پذیر انعطاف‌پذیر برای دستگاه‌های محاسباتی، اما همچنین شامل اشیاء نمایشی سفت و سخت با هر شکلی، با نمایشگرهایی مانند پوست‌ خواهند بود. این سخنرانی یک سال بعد به عنوان بخشی از یک شماره ویژه در مورد رابط‌های کاربری ارگانیک  در ارتباطات در ACM منتشر شد. در مه 2010، آزمایشگاه رسانه‌های انسانی با مرکز نمایشگر انعطاف‌پذیر ASU برای تولید صفحه تلفن همراه و  اولین گوشی هوشمند انعطاف‌پذیر با صفحه نمایشگر الکتروفورتیک انعطاف‌پذیر همکاری کرد. صفحه تلفن همراه از حرکات خمیدگی برای سنجش محتویات استفاده می‌کرد. از آن زمان، آزمایشگاه رسانه‌های انسانی با شرکت پلاستیک لوجیک و اینتل شریک شد تا اولین تبلت PC انعطاف‌پذیر و رایانه کاغذ الکترونیکی چند نمایشگر را صفحه تبلت  در CES 2013 معرفی کند که اولین نمونه اولیه از گوشی هوشمند انعطاف‌پذیر فعال جهان،   در آوریل 2013 ساخته شد.

#### دیگران
از سال 2010، سونی ،ای یو و ال‌جی الکترونیکس همگی به توسعه نمایشگرهای کاغذ الکترونیکی انعطاف‌پذیر ابراز علاقه کرده‌اند.   با این حال، تنها ال جی به طور رسمی برنامه‌هایی را برای تولید انبوه نمایشگرهای کاغذ الکترونیکی انعطاف‌پذیر اعلام کرده است. 

### نمایشگرهای منعطف مبتنی بر OLED
تحقیق و توسعه نمایشگرهای OLED منعطف اغلب در اواخر دهه 2000 با هدف اصلی پیاده‌سازی این فناوری در دستگاه‌های تلفن همراه آغاز شد. با این حال، این فناوری اخیراً تا حدودی در نمایشگرهای تلویزیون مصرفی نیز ظاهر شده است.

#### مفاهیم برنامه ویرایش فایل‌های تصویری و جنبشی نوکیا
نوکیا برای اولین بار کاربرد نمایشگرهای OLED منعطف را در تلفن همراه با برنامه ویرایش فایل‌های تصویری نوکیا تصویرسازی کرد. تصویر برنامه ویرایش فایل‌های تصویری نوکیا که در فوریه 2008 برای مطبوعات منتشر شد، پروژه‌ای بود که نوکیا با دانشگاه کمبریج توسعه داده بود.  با برنامه ویرایش فایل‌های تصویری نوکیا، نوکیا قصد داشت چشم‌انداز خود را از دستگاه‌های تلفن همراه آینده برای ترکیب طرح‌های انعطاف‌پذیر و چند شکلی نشان دهد. اجازه می‌دهد تا دستگاه به طور یکپارچه تغییر کند و نیازهای مختلف کاربر را در محیط‌های مختلف مطابقت دهد.  اگرچه تمرکز برنامه ویرایش فایل‌های تصویری نوکیا نشان دادن پتانسیل نانوفناوری بود، اما پیشگام مفهوم استفاده از نمایشگر ویدئویی انعطاف‌پذیر در یک دستگاه الکترونیکی مصرفی بود.  نوکیا در سال 2011 با مفهوم جنبشی نوکیا دوباره علاقه خود را به دستگاه‌های تلفن همراه انعطاف پذیر تجدید کرد.  نوکیا از نمونه اولیه تلفن انعطاف پذیر جنبشی در دنیای نوکیا 2011 در لندن ، در کنار طیف جدید دستگاه های صفحه پنجره‌ای به صورت دیجیتال 7 نوکیا رونمایی کرد.  جنبشی که نشان داد از نظر فیزیکی فاصله زیادی با برنامه ویرایش فایل‌های تصویری نوکیا دارد، اما همچنان دیدگاه نوکیا از چندشکلی را در دستگاه‌های تلفن همراه گنجانده است. 

#### سونی
سونی از سال 2005 علاقه خود را برای تحقیق و توسعه به سمت نمایشگر ویدئویی نمایشگر انعطاف‌پذیر ابراز کرده است.  با مشارکت پیکن (موسسه تحقیقات فیزیکی و شیمیایی) ، سونی قول داد که این فناوری را در تلویزیون‌ها و تلفن‌های همراه در حدود سال 2010 وارد بازار کند.  در می 2010 سونی یک صفحه نمایش OLED با قابلیت چرخش نمایشگر کریستال مایع با ترانزیستور فیلم نازک را به نمایش گذاشت. 

#### سامسونگ
در اواخر سال 2010، سامسونگ الکترونیکس از توسعه نمونه‌های اولیه نمایشگر 4.5 اینچی انعطاف‌پذیر امولد خود خبر داد.  نمونه اولیه دستگاه در نمایشگاه بین‌المللی سی‌ئی‌اس 2011 در معرض نمایش عموم گذاشته شد.  رابرت یی، معاون امور سرمایه‌گذاری سامسونگ، طی تماسی در سه‌ماهه سوم سال 2011، قصد این شرکت را برای استفاده از این فناوری و عرضه محصولاتی که از آن تا اوایل سال 2012 استفاده می‌کنند، تأیید کرد.  در ژانویه 2012 سامسونگ لیکوویستا را که یک شرکت با تخصص در تولید نمایشگرهای انعطاف‌پذیر بود، خریداری کرد و اعلام کرد که قصد دارد تولید انبوه را ظرف سه ماهه دوم 2012 آغاز کند.  
در ژانویه 2013، سامسونگ محصول جدید و بدون نام خود را در جریان سخنرانی اصلی این شرکت در نمایشگاه بین‌المللی سی‌ئی‌اس در لاس وگاس معرفی کرد. برایان برکلی، معاون ارشد آزمایشگاه نمایشگر سامسونگ در سن خوزه، کالیفرنیا از توسعه نمایشگرهای انعطاف‌پذیر خبر داده بود. او گفت: «این فناوری به شرکای شرکت اجازه می‌دهد تا نمایشگرهای ‌خم‌شونده، باز و بسته شونده و تاشو بسازند» و او در طول سخنرانی خود نشان داد که چگونه گوشی جدید می‌تواند قابلیت چرخش و انعطاف‌پذیری داشته باشد. 
در طول ارائه اصلی نمایشگاه بین‌المللی سی‌ئی‌اس 2013 سامسونگ، دو نمونه اولیه دستگاه تلفن همراه با کد "Youm" که دارای فناوری نمایشگر انعطاف‌پذیر امولد بودند به عموم مردم نشان داده شد.  "Youm" دارای صفحه نمایش منحنی است، استفاده از صفحه نمایش دیود نورگسیل ارگانیک به این گوشی سیاهی عمیق‌تر می دهد و نسبت کنتراست کلی بالاتر با راندمان انرژی بهتر نسبت به نمایشگرهای نمایشگر کریستال مایع(LCD) قدیمی دارد.  همچنین این گوشی دارای مزایای صفحه نمایش چرخشی است. نسبت به نمایشگرهای نمایشگر کریستال مایع(LCD)نمایشگر کریستال مایع(LCD) سبک‌تر، نازک‌تر و بادوام‌تر است. سامسونگ اعلام کرد که پنل‌های "Youm" در مدت زمان کوتاهی در بازار دیده می‌شوند و تولید آن در سال 2013 آغاز می‌شود 
سامسونگ متعاقباً گلکسی Round را منتشر کرد، یک گوشی هوشمند با صفحه نمایش و بدنه خمیده به داخل، در اکتبر 2013.  یکی از مفاهیم Youm که دارای یک لبه منحنی صفحه بود که به عنوان ناحیه ثانویه برای اعلان‌ها و میانبرها استفاده می‌شد، در سامسونگ گلکسی نوت اج که در سال 2014 منتشر شد، توسعه یافت.  در سال 2015، سامسونگ با عرضه گلکسی اس 6 اج ، نوعی از مدل اس 6 با صفحه نمایش شیب‌دار بر روی دو طرف دستگاه، این فناوری را روی پرچم‌داران سری گلکسی اس خود اعمال کرد.  در طول یک کنفرانس توسعه‌دهندگان در سال 2018، سامسونگ یک نمونه اولیه تلفن هوشمند تاشو را نشان داد که بعدهادر فوریه 2019 با نام گلکسی فولد معرفی شد.  